# Оксид марганцю(IV)
Окси́д ма́рганцю (IV), ма́нган(IV) окси́д — неорганічна сполука, оксид складу MnO2. Являє собою порошок темно-коричневого або чорного кольору, нерозчинний у воді. Проявляє слабкі амфотерні властивості (із перевагою осно́вних). 
Найстійкіша сполука марганцю, широко поширена в земній корі. Зустрічається у вигляді мінералів піролюзиту, криптомелану, псиломелану, рамзделіту.

## Поширення у природі

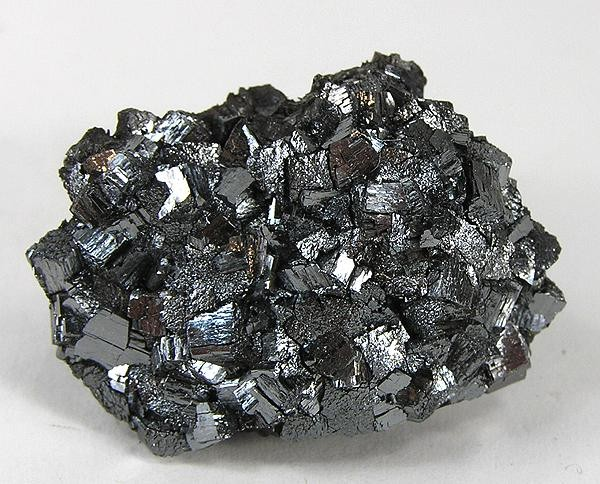
Мінерал рамзделіт

Оксид марганцю зустрічається у природі у вигляді чотирьох кристалічних різновидів, а саме: мінералів піролюзиту, криптомелану, псиломелану та рамзделіту. Суттєво переважає у розповсюдженості піролюзит.

## Фізичні властивості
Оксид марганцю являє собою чорний парамагнітний порошок амфотерного характеру. При нагріванні вище 535 °C сполука розкладається.
Штучно було створено п'ять різних кристалічних структур оксиду марганцю: α-, β-, γ-, ε- і δ-MnO2. α-Модифікація відповідає структурі мінералу криптомелану, β-форма — піролюзиту, γ-MnO2 — рамзделіту.  ε- та δ-форми не мають природних відповідників.

## Отримання
Оксид марганцю можна синтезувати прокалюванням на повітрі деяких оксигеновмісних солей Mn(II):
{\displaystyle \mathrm {Mn(NO_{3})_{2}{\xrightarrow {195-300^{o}C}}MnO_{2}+2NO_{2}} }
У лабораторних умовах MnO2 отримують термічним розкладанням перманганату калію.
{\displaystyle \mathrm {2KMnO_{4}{\xrightarrow {200-240^{o}C}}MnO_{2}+K_{2}MnO_{4}+O_{2}} }
{\displaystyle \mathrm {3KMnO_{4}{\xrightarrow {500-700^{o}C}}2MnO_{2}+K_{3}MnO_{4}+2O_{2}} }
Також можна отримати реакцією перманганату калію з пероксидом водню.
{\displaystyle \mathrm {2KMnO_{4}+H_{2}O_{2}{\xrightarrow {}}2MnO_{2}+2KOH+2O_{2}} }
Аналогічно застосовується метод окиснення сполук Mn(II) у лужних (рідше нейтральних) розчинах:
{\displaystyle \mathrm {Mn(OH)_{2}+Cl_{2}+2KOH{\xrightarrow {}}MnO_{2}+2KCl+2H_{2}O} }
{\displaystyle \mathrm {3MnCO_{3}+KClO_{3}{\xrightarrow {}}3MnO_{2}+KCl+3CO_{2}} }
{\displaystyle \mathrm {MnCl_{2}+O_{3}+H_{2}O{\xrightarrow {}}MnO_{2}+2HCl+O_{2}} }
Солі Mn(IV) гідролізуються з утворенням осаду MnO2:
{\displaystyle \mathrm {MnCl_{4}+2H_{2}O\leftrightarrow MnO_{2}\downarrow +4HCl} }
При температурі вище 100 °C перманганат калію відновлюється воднем:
{\displaystyle \mathrm {10KMnO_{4}+10H_{2}{\xrightarrow {>100^{o}C}}5MnO_{2}+5K_{2}MnO_{4}+10H_{2}O} }

## Хімічні властивості
За звичайних умов оксид марганцю поводиться досить інертно. При прокалюванні на повітрі MnO2 розкладається до Mn2O3, а за вищої температури — до Mn3O4:
{\displaystyle \mathrm {4MnO_{2}{\xrightarrow {580-620^{o}C}}2Mn_{2}O_{3}+O_{2}} }
{\displaystyle \mathrm {3MnO_{2}{\xrightarrow {950-1100^{o}C}}Mn_{3}O_{4}+O_{2}} }
При нагріванні з кислотами виявляє окисні властивості, наприклад, окислює концентровану соляну кислоту до хлору (даний метод використовується в лабораторії для синтезу хлору):
{\displaystyle \mathrm {MnO_{2}+4HCl{\xrightarrow {}}MnCl_{2}+Cl_{2}\uparrow +H_{2}O} }
З сірчаною і азотною кислотами MnO2 розкладається з виділенням кисню:
{\displaystyle \mathrm {2MnO_{2}+H_{2}SO_{4}{\xrightarrow {}}2MnSO_{4}+O_{2}+2H_{2}O} }
При взаємодії з сильними окисниками діоксид марганцю окислюється до сполук Mn+7 та Mn+6:
{\displaystyle \mathrm {3MnO_{2}+KClO_{3}+6KOH{\xrightarrow {}}3K_{2}MnO_{4}+KCl+3H_{2}O} }
MnO2 проявляє амфотерні властивості. Він реагує з концентрованими лугами:
{\displaystyle \mathrm {2MnO_{2}+3NaOH(conc.){\xrightarrow {0^{o}C}}MnO(OH)+Na_{3}MnO_{4}+H_{2}O} }
{\displaystyle \mathrm {4MnO_{2}+12NaOH+O_{2}{\xrightarrow {800^{o}C}}4Na_{3}MnO_{4}+6H_{2}O} }
При сплавленні з осно́вними оксидами MnO2 виступає в ролі кислотного оксиду, утворюючи солі манганіти:
{\displaystyle \mathrm {MnO_{2}+CaO{\xrightarrow {800^{o}C}}CaMnO_{3}} }
Під дією водню, коксу або оксиду вуглецю сполука може відновлюватися до металу або MnO:
{\displaystyle \mathrm {MnO_{2}+H_{2}{\xrightarrow {170-800^{o}C}}MnO+H_{2}O} }
{\displaystyle \mathrm {MnO_{2}+C{\xrightarrow {600-700^{o}C}}Mn+CO_{2}} }
{\displaystyle \mathrm {MnO_{2}+CO{\xrightarrow {25^{o}C,kat.CuO}}Mn+CO_{2}} }
Оксид марганцю є каталізатором розкладання пероксиду (перекису) водню:
{\displaystyle \mathrm {2H_{2}O_{2}{\xrightarrow {kat.MnO_{2}}}2H_{2}O+O_{2}\uparrow } }

## Застосування
Оксид марганцю застосовується у виготовленні скла: його добавки усувають зелене забарвлення, спричинене наявністю силікату заліза(II), а також надають відтінок від рожевого до чорного, в залежності від об'ємів добавки. Тонкий дисперсний порошок або колоїд MnO2 використовується як адсорбент хлору, діоксиду сірки, солей барію, радію, срібла, алюмінію та калію.
Оксид застосовується як деполяризатор в елементах Лекланше (наприклад, у вугільно-цинкових батареях).